# Uraniabrücke (Wien)
Die Uraniabrücke sollte den Donaukanal in Wien überqueren und die Bezirke Landstraße und Leopoldstadt verbinden. Namengebend wäre die nahe gelegene Urania gewesen.

## Lage
Das Bundesstraßengesetz von 1971 sah die Verlegung des Anfangsstückes der B 8 von der Praterstraße in die Franzensbrückenstraße vor. Um eine Verbindung mit der B 1 zu schaffen, war die Uraniabrücke als Verlängerung der Tempelgasse im 2. Bezirk über den Donaukanal zur Vorderen Zollamtstraße im 3. Bezirk vorgesehen. Nach einem Gemeinderatsbeschluss lagen 1982 die Grundlagen für die Planung und einige Jahre später ein Konzept zur Gestaltung der Brücke vor.
Die ca. 143 Meter lange und 32 Meter breite Brücke wurde von Alfred Pauser, Peter Biberschick und Karl Beschorner geplant, die architektonische Ausgestaltung stammte von Viktor Hufnagl. Die Brücke sollte auch verschiedene Kabelstränge der E-Werke und der Post sowie Rohrleitungen der Fernwärme Wien aufnehmen, die vorläufig in einer provisorischen Rohrbrücke untergebracht waren.
Die zentrale Lage und der Niveauunterschied der beiden Donaukanalufer verursachte dabei gewisse Schwierigkeiten. Vorgesehen war ein Mittelteil aus Stahl sowie kleinere Seitenfelder aus Beton, wobei diese Trennung durch Pylonen gekennzeichnet werden sollte. Der Herrmannpark am Westkopf der Brücke wäre durch einen weiter westlich gelegenen, doppelt so großen Park ersetzt worden, unter dem sich eine Tiefgarage befunden hätte.
Der Stadtentwicklungsplan von 1984 enthielt die Brücke noch, aber nach Änderungen in der Planungsphilosophie kam sie schon wenige Jahre später nicht mehr in den Projekten der Stadtplanung vor. Sie blieb aber auch – nach mehreren Novellen, zuletzt 1996 – Teil des Bundesstraßengesetzes (Wien (Uraniabrücke (B 227) – Wienzeile – Gaudenzdorf – Auhof) – Purkersdorf – St. Pölten – Melk – Amstetten – Linz – Wels – Vöcklabruck – Straßwalchen – Eugendorf – Salzburg – Staatsgrenze am Walserberg) und ist dies auch heute noch.
Obwohl die Uraniabrücke nicht gebaut wurde, findet sich der Name mehrfach im Internet, in den meisten Fällen dürfte es sich jedoch um eine Verwechslung mit der Aspernbrücke handeln, die sich unmittelbar neben der Urania befindet.